# Lewis Gregory Cole
Lewis Gregory Cole (* 1874 in Lake Mahopac, New York; gestorben 1954) war ein US-amerikanischer Radiologe.
Cole machte 1898 seinen Abschluss am College of Physicians and Surgeons der Columbia University. Von 1912 bis 1921 war er Professor für Röntgenologie an der Cornell Medical School und von 1916 bis 1917 Präsident der American Roentgen Ray Society. Er war auch Mitglied der American Gastroenterological Association. Cole setzte als einer der ersten Röntgenstrahlen bei der Diagnose von Lungentuberkulose ein und schuf dafür eine wissenschaftliche Grundlage. Er ist Autor von zwei Lehrbüchern, Mitwirkender an anderen Texten und Autor von über hundert Artikeln in medizinischen Fachzeitschriften.
Coles Nachlass befindet sich in der New York Academy of Medicine.